# Never Say Never (関ジャニ∞の曲)
『Never Say Never』（ネバー・セイ・ネバー）は、関ジャニ∞の楽曲。2017年6月28日に9枚目のフル・アルバム『ジャム』の収録曲としてINFINITY RECORDSから発売された。作詞・作曲は安田章大、編曲は久米康崇が担当。ソニー・ピクチャーズ エンタテインメント配給映画『スパイダーマン:ホームカミング』の日本語吹替版の主題歌である。

## 概要
- 作詞・作曲はメンバーの安田章大、編曲は久米康崇が担当した。
  - 安田が付けた本曲のタイトルには、「『誰しも最初は新人、ルーキーで、どこかで挫折や失敗を繰り返しながら目指したところにたどり着けるのかな？』と悩んで立ち止まった時に、必ず自分でも繰り返して思ってきたのが『絶対になれないことはない』と、常に思い続けてきたことであり、可能性がまだまだあるんじゃないか」という意味が込められている[1]。
  - 楽曲の制作過程を安田は、「『信頼できる仲間と葛藤していく』とか『ヒーローにならない人生なんか考えられへん』とかいろいろ思い浮かんで、自分自身もこういうことを感じながらメンバーと葛藤しあいながら歩んできた道やったなと、書いていく上で支えになり参考になったなと思いましたね」と明かしている[2]。
- 本曲は、ソニー・ピクチャーズ エンタテインメント配給映画『スパイダーマン:ホームカミング』の日本語吹替版主題歌である[1]。
  - 安田が同映画の為に書き下ろした楽曲である[1]。
  - 自身が洋画の主題歌を務めるのは初である[注 1]。
  - 自身のメンバーが作詞・作曲を務めた楽曲にタイアップが付くのは初である[注 2]。
  - 同映画への起用に際し、楽曲を制作した安田は「関ジャニ∞が魂込めて言霊（ことだま）を乗せて歌い上げておりますので、映画を観終わった後に楽しんでいただければなと思っております！」とコメントした[1]。
- 本曲は、エッジの効いたギターリフ、サビに入った瞬間に一気にスピード感を増していくバンドサウンド、リズミカルな韻を踏みながら"諦めずにいどめば、必ず未来は開ける"という思い込めた歌詞など、安田のソングライティング・センスを体感できるロックナンバーとなっている[3]。
- 2017年3月17日、同映画のジャパンアンバサダー就任式が行われ、関ジャニ∞が同映画のジャパンアンバサダーに就任したことと、同映画の日本語吹替版の主題歌を務めることが発表された[4]。
- 同年6月1日、本曲が解禁され、作詞・作曲を安田が担当したことが発表された[1]。
- 同年6月25日、後述のアルバム『ジャム』の発売を記念した特別ラジオ番組であるTOKYO FM『関ジャニ∞プレミアムジャム!』が放送された[5]。
  - 同番組にて、本曲の曲作りについて「基本的にアコースティック・ギター1本で行い、頭の中で鳴っている全部の音を、アレンジャーに7時間かけて伝えた」と明かした[6]。
- 同年年6月28日、自身の9thアルバム『ジャム』の収録曲として発売された[1]。

## クレジット
※本曲が収録されたアルバム『ジャム』のクレジットより。

### 作詞・作曲・編曲
- 作詞・作曲：安田章大
- 編曲：久米康嵩

### 参加ミュージシャン
- Drums：濱﨑大地
- E.Bass：宮本將行
- E.Guitar & all other Instruments：久米康嵩

## タイアップ
- ソニー・ピクチャーズ エンタテインメント配給映画『スパイダーマン:ホームカミング』日本語吹替版主題歌[1]

## 収録作品

### アルバム
- 9thアルバム『ジャム』

### 映像作品

#### ライブ映像
- 17thライブDVD/Blu-ray『関ジャニ'sエイターテインメント ジャム』
- 44thシングル『Re:LIVE』(初回限定盤B 特典DVD)